# J. R. Smith
Earl Joseph Smith III (* 9. September 1985 in Freehold Borough, New Jersey), bekannt als J. R. Smith, ist ein US-amerikanischer ehemaliger Basketballspieler und aktueller NCAA Division I-Golfspieler, der die meiste Zeit seiner professionellen Basketballkarriere in der National Basketball Association (NBA) aktiv war. Er stand zuletzt bei den Los Angeles Lakers unter Vertrag. Im August 2021 gab Smith bekannt, dass er an die North Carolina A&T wechseln würde, um einen Hochschulabschluss zu erlangen und in der NCAA Golf zu spielen.

## Profikarriere

### New Orleans Hornets (2004–2006)
Ohne ein College besucht zu haben, meldete sich Smith direkt nach seiner Highschool-Zeit für die NBA-Draft an. In der Draft 2004 wurde er an 18. Stelle von den New Orleans Hornets ausgewählt. In seiner Debütsaison in der NBA erzielte er im Durchschnitt 10,3 Punkte, 2 Rebounds und 1,9 Assists und galt damit als einer der Hoffnungsträger in New Orleans, die in der Saison 2004/05 das drittschlechteste Team der Liga darstellten. Sein bis dahin bestes Spiel hatte er gegen die Memphis Grizzlies am 26. März 2005, in dem er 33 Punkte zum Sieg seines Team beisteuerte.
In seiner zweiten Saison konnte Smith allerdings nicht an die guten Leistungen des Vorjahres anknüpfen. Er hatte sich zu wenig weiterentwickelt; seine Defensivschwäche wurde von Trainer Byron Scott bemängelt. Mitte der Saison fand er sich so mehr auf der Bank als auf dem Spielfeld wieder. Als Konsequenz wurde er in der Saisonpause 2006 zusammen mit P. J. Brown im Austausch für Center Tyson Chandler zu den Chicago Bulls transferiert.

### Denver Nuggets (2006–2011)
Die Bulls schickten den Shooting Guard ihrerseits wenig später weiter zu den Denver Nuggets, ohne dass Smith ein Spiel für die Mannschaft bestritt.
Als Spieler der Nuggets nahm Smith während des NBA Allstar Weekends 2009 am Sprite Slam Dunk Contest teil, wo er den verletzten Rudy Gay ersetzte, schied jedoch bereits in der ersten Runde aus. Am 13. April des gleichen Jahres erreichte er im Heimspiel gegen die Sacramento Kings mit 45 Punkten und elf Drei-Punkte-Würfen neue Karrierebestwerte.

### Zhejiang Golden Bulls (2011–2012)
Nachdem sein Vertrag Sommer 2011 ausgelaufen war, wechselte Smith aufgrund des NBA-Lockouts zu den Zhejiang Golden Bulls nach China. Am 17. Februar 2012 war sein China-Abenteuer beendet und die New York Knicks nahmen ihn für ein Jahr unter Vertrag.

### New York Knicks (2012–2015)

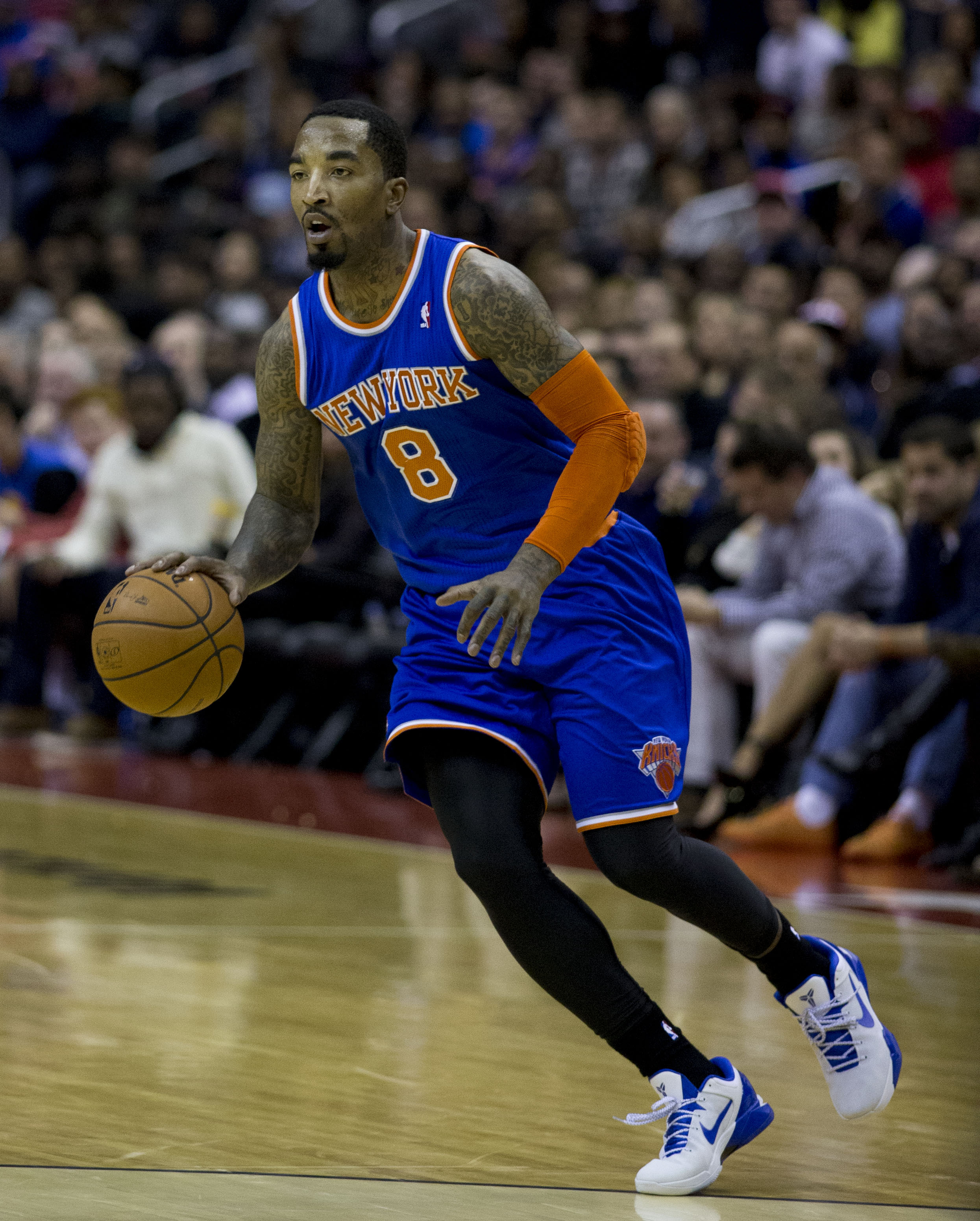
Smith als Spieler der Knicks, 2013

Im Laufe der Saison 2012/13 etablierte sich Smith von der Bank kommend als Leistungsträger und hatte großen Anteil am erfolgreichen Abschneiden der Knicks. Für seine Leistungen wurde er mit dem NBA Sixth Man of the Year Award ausgezeichnet. Er verlängerte im Anschluss darauf seinen Vertrag bei den Knicks um drei weitere Jahre.
Im Januar 2015 wurde Smith von den Knicks zu den Cleveland Cavaliers transferiert. Die Knicks rangierten zu diesem Zeitpunkt weit außerhalb der Playoff-Plätze und konnten mit diesem Trade wertvolles Gehalt einsparen.

### Cleveland Cavaliers (2015–2019)
Im Spiel zwei der ersten Playoff-Runde 2016 gegen die Detroit Pistons erzielte Smith 21 Punkte allein durch 3-Punkte-Würfe. Damit stellte Smith einen Playoff-Rekord ein: Robert Horry (1997 mit den Los Angeles Lakers) und Danny Green (2014 für die San Antonio Spurs) erzielten ebenfalls 21 Punkte von der Dreierlinie.
2018 schaffte es Smith mit der Cavaliers-Mannschaft um LeBron James zum vierten Mal hintereinander in die NBA-Finals gegen die Golden State Warriors. Beim Zwischenstand von 107:107 im ersten Spiel verfehlte George Hill einen entscheidenden Freiwurf, Smith holte sich den Rebound und rannte mit verbleibender Spielzeit von 4,7 Sekunden zur Mittellinie zurück, da er fälschlicherweise dachte, die Cavaliers wären in Führung. Die Cavaliers verloren das Spiel in der Overtime mit 114:124 und mussten sich auch in den folgenden drei Spielen den Warriors geschlagen geben.

### Los Angeles Lakers (2020)
Am 1. Juli 2020 wurde von den Los Angeles Lakers bekanntgegeben, dass sie Smith als Ersatzspieler verpflichtet haben.

## Erfolge und Auszeichnungen
- 2× NBA Champion: 2016, 2020
- 1× NBA Sixth Man of the Year: 2013
- 1× CBA Scoring Champion: 2012
- 1× CBA All-Star: 2012
- 1× McDonald’s All-American Game Co-MVP: 2004
- 1× Second-Team Parade All-American: 2004

## Statistiken

### NBA Regular Season
| Saison  | Team        | GP  | GS  | MPG  | FG % | 3P % | FT %  | RPG | APG | SPG | BPG | PPG  |
| ------- | ----------- | --- | --- | ---- | ---- | ---- | ----- | --- | --- | --- | --- | ---- |
| 2004–05 | New Orleans | 76  | 56  | 24.5 | .394 | .288 | .689  | 2.0 | 1.9 | 0.7 | 0.1 | 10.3 |
| 2005–06 | New Orleans | 55  | 25  | 18.0 | .393 | .371 | .822  | 2.0 | 1.1 | 0.7 | 0.1 | 7.7  |
| 2006–07 | Denver      | 63  | 24  | 23.3 | .441 | .390 | .810  | 2.3 | 1.4 | 0.8 | 0.1 | 13.0 |
| 2007–08 | Denver      | 74  | 0   | 19.2 | .461 | .403 | .719  | 2.1 | 1.7 | 0.8 | 0.2 | 12.3 |
| 2008–09 | Denver      | 81  | 18  | 27.7 | .446 | .397 | .754  | 3.7 | 2.8 | 1.0 | 0.2 | 15.2 |
| 2009–10 | Denver      | 75  | 0   | 27.8 | .414 | .338 | .706  | 3.1 | 2.4 | 1.3 | 0.3 | 15.4 |
| 2010–11 | Denver      | 79  | 6   | 24.9 | .435 | .390 | .738  | 4.1 | 2.2 | 1.2 | 0.2 | 12.3 |
| 2011–12 | New York    | 35  | 1   | 27.6 | .407 | .337 | .709  | 3.9 | 2.4 | 1.5 | 0.2 | 12.5 |
| 2012–13 | New York    | 80  | 0   | 33.5 | .422 | .356 | .762  | 5.3 | 2.7 | 1.3 | 0.3 | 18.1 |
| 2013–14 | New York    | 74  | 37  | 32.7 | .415 | .394 | .652  | 4.0 | 3.0 | 0.9 | 0.3 | 14.5 |
| 2014–15 | New York    | 24  | 6   | 25.8 | .402 | .356 | .692  | 2.4 | 3.4 | 0.8 | 0.2 | 10.9 |
| 2014–15 | Cleveland   | 46  | 45  | 31.8 | .425 | .390 | .818  | 3.5 | 2.5 | 1.4 | 0.4 | 12.7 |
| 2015–16 | Cleveland   | 77  | 77  | 30.7 | .415 | .400 | .634  | 2.8 | 1.7 | 1.1 | 0.3 | 12.4 |
| 2016–17 | Cleveland   | 41  | 35  | 29.0 | .346 | .351 | .667  | 2.8 | 1.5 | 1.0 | 0.3 | 8.6  |
| 2017–18 | Cleveland   | 80  | 61  | 28.1 | .403 | .375 | .696  | 2.9 | 1.8 | 0.9 | 0.1 | 8.3  |
| 2018–19 | Cleveland   | 11  | 4   | 20.2 | .342 | .308 | .800  | 1.6 | 1.9 | 1.0 | 0.3 | 6.7  |
| 2019–20 | L.A. Lakers | 6   | 0   | 13.2 | .318 | .091 | 1.000 | 0.8 | 0.5 | 0.2 | 0.0 | 2.8  |
| Gesamt  | Gesamt      | 977 | 395 | 26.9 | .419 | .373 | .733  | 3.1 | 2.1 | 1.0 | 0.2 | 12.4 |

### NBA Playoffs
| Saison  | Team        | GP  | GS | MPG  | FG % | 3P % | FT %  | RPG | APG | SPG | BPG | PPG  |
| ------- | ----------- | --- | -- | ---- | ---- | ---- | ----- | --- | --- | --- | --- | ---- |
| 2006–07 | Denver      | 4   | 0  | 11.8 | .273 | .000 | 1.000 | 2.3 | 0.5 | 1.0 | 0.3 | 4.5  |
| 2007–08 | Denver      | 4   | 0  | 27.0 | .535 | .318 | .833  | 1.8 | 1.8 | 1.0 | 0.0 | 18.3 |
| 2008–09 | Denver      | 16  | 0  | 27.2 | .454 | .358 | .543  | 3.3 | 2.8 | 1.1 | 0.3 | 14.9 |
| 2009–10 | Denver      | 6   | 0  | 26.5 | .368 | .355 | .875  | 3.8 | 1.7 | 0.7 | 0.3 | 11.2 |
| 2010–11 | Denver      | 5   | 0  | 15.2 | .356 | .429 | .727  | 2.0 | 1.0 | 0.4 | 0.0 | 9.8  |
| 2011–12 | New York    | 5   | 0  | 35.0 | .316 | .179 | 1.000 | 2.6 | 2.2 | 1.2 | 0.2 | 12.2 |
| 2012–13 | New York    | 11  | 0  | 31.9 | .331 | .273 | .721  | 4.7 | 1.4 | 1.0 | 0.5 | 14.3 |
| 2014–15 | Cleveland   | 18  | 4  | 31.1 | .403 | .359 | .700  | 4.7 | 1.2 | 0.9 | 0.6 | 12.8 |
| 2015–16 | Cleveland   | 21  | 21 | 34.8 | .436 | .430 | .619  | 3.2 | 1.4 | 1.2 | 0.2 | 11.5 |
| 2016–17 | Cleveland   | 18  | 18 | 27.1 | .505 | .500 | .455  | 2.3 | 0.7 | 0.7 | 0.3 | 8.1  |
| 2017–18 | Cleveland   | 22  | 21 | 32.1 | .348 | .367 | .773  | 2.7 | 1.1 | 1.0 | 0.2 | 8.7  |
| 2019–20 | L.A. Lakers | 10  | 0  | 7.5  | .269 | .273 | .000  | 0.3 | 0.3 | 0.2 | 0.0 | 2.0  |
| Gesamt  | Gesamt      | 140 | 64 | 27.9 | .397 | .367 | .706  | 3.0 | 1.3 | 0.9 | 0.3 | 10.7 |

### CBA (Chinese Basketball Association)
| Year    | Team                  | GP | GS | MPG  | FG%  | 3P%  | FT%  | RPG | APG | SPG | BPG | PPG  |
| ------- | --------------------- | -- | -- | ---- | ---- | ---- | ---- | --- | --- | --- | --- | ---- |
| 2011–12 | Zhejiang Golden Bulls | 32 | 8  | 36.4 | .517 | .478 | .758 | 7.4 | 4.1 | 2.5 | .1  | 34.4 |

(Quelle: )

## Sonstiges
Smith trug die Trikotnummer 23 in seiner Zeit bei den New Orleans Hornets in Anlehnung an sein Idol Michael Jordan.